# 杨福刚
杨福刚（1957年12月—），男，汉族，河北南皮人，中华人民共和国政治人物。天津财经学院财政会计系会计学专业本科毕业，南开大学经济学系政治经济学专业在职研究生学历，经济学硕士。

## 生平
1978年1月参加工作。1979年考入天津财经学院财政会计系会计专业。1991年6月加入中国共产党。1995年9月至1998年6月在南开大学经济学系在职学习。2002年11月，任天津市财政局局长。2013年1月，任天津市人大常委会秘书长。2017年1月，任天津市人大常委会副主任、秘书长。2021年1月，卸任市人大常委会副主任职务。
2008年，当选为第十一届全国人民代表大会天津地区代表。